# Демократическое движение Кыргызстана
Демократическое движение Кыргызстана (кирг. Кыргызстан демократиялык кыймылы, ДДК) — политическая партия Кыргызстана. Председателем партии был Жыпар Жекшеев, который также являлся основателем движения.

## История

#### 1991 год
Церемония основания движения проводилась в здании Киргизского национального драматического театра 25—26 мая 1990 года. По её итогу был создан оппозиционный зонтичный блок (политический фронт), называвшийся «Демократическим движением Кыргызстана» (кирг. Кыргызстан демократиялык кымылы), как блок нескольких антикоммунистических политических партий, движений и неправительственных организаций Киргизии. В ходе подготовительных работ шёл выбор между тем, какое название движению стоит взять: «Демократическое движение Кыргызстана» или «Демократический фронт Кыргызстана». На организационном заседании было предложено взять слово «Кыргызстан» в кавычки. Одним из ведущих собрания был депутат и писатель Казат Акматов, который поставил это предложение на голосование, и оно было одобрено.
Блок избрал пять сопредседателей: доктора Топчубека Тургуналиева, киргизского писателя, в то время депутата Казата Акматова, одного из лидеров движения «Ашар» Жыпара Жекшеева, Толона Дыйканбаева и лидера партии «Асаба» Кадыраала Матказиева. Проект программы ДДК был подготовлен доктором Камилей Кененбаевой, а проект регламента движения был подготовлен доктором Тынчтыкбеком Чероевым.
К ДДК присоединились ранее созданные в республике 24 общественные объединения и патриоты, не состоявшие раньше в политических организациях. Движение состояло из демократически настроенных интеллектуалов, рабочих и студентов из этнических групп (киргизов, русских, украинцев, немцев, евреев, узбеков, дунган и т. д.). Оно было рассредоточено по нескольким политическим партиям после распада Советского Союза и возникновения независимой Киргизской Республики.
Вечером 21 октября 1990 года члены Демократического движения «Кыргызстан» приняли решение объявить политическую голодовку с требованиями укрепить независимость республики и внедрить в структуру власти должность президента, избираемого на основе народного голосования, и многопартийную систему. Было заявлено, что власть КПСС должна быть упразднена. В итоге решение поддержали 114 депутатов Жогорку Кенеша.
Участники голодовки 22 октября в ходе акции потребовали отставки лидера коммунистов Абасамата Масалиева с должности спикера Жогорку Кенеша. В это время проходила 11-я сессия Жогорку Кенеша. В числе требований голодающих были заявлены и следующие: введение в стране президентской формы правления, принятие закона о многопартийности, упразднение полномочий Коммунистической партии как официальной правящей партии, оценка Ошских событий и прочие. В ответ власти предприняли последнюю попытку назначить Масалиева президентом страны. Но во время голосования большинство депутатов не поддержали его кандидатуру.
В результате вечером 27 октября путём конкурентных выборов последнего круга демократически настроенные депутаты назначили первым президентом Кыргызстана академика Аскара Акаева. В тот же день А. Акаев встретился с членами ДДК, они одели на него белый колпак.

#### 1992 год
В январе 1991 года административно-территориальная система претерпела некоторые изменения, республика включала в себя шесть областей (Чуйская, Таласская, Ошская, Джалал-Абадская, Иссык-Кульская, Нарынская) и столицу. Сопредседатель ДДК Казат Акматов был назначен одним из советников президента. В стране была разрешена многопартийная система. Прекратились гонения на политические организации, которые до этого боролись за свободу Киргизии.
Многие политические партии, появившиеся в Киргизской Республике, были основаны внутри ДДК и позже отделились от него. В феврале 1991 года от ДДК отделилась партия «Эркин Кыргызстан», став первой, кто это сделал. В ноябре того же года отделились Партия национального возрождения «Асаба», партия «Ата-Мекен», а также Правозащитное движение Кыргызстана и прочие организации.
5 февраля 1991 года столица страны была переименована из Фрунзе в Бишкек. В этом процессе большую роль также сыграла ДДК.
9—10 февраля 1991 года прошёл первый курултай Демократического движения «Кыргызстан». 25—26 мая 1990 года на организационной конференции были избраны новые лидеры, три новых сопредседателя ДДК: Казат Акматов, Жыпар Жекшеев и Топчубек Тургуналиев.
2 марта 1991 года ДДК провело митинг на центральной площади Бишкека и выразило свою позицию, заключающуюся в том, что оно выступает против сохранения СССР в прежнем виде.
3 июня 1991 года при инициативе ДДК и движения «Ашар» в селе Асылбаш Сокулукского района было проведено первое собрание, посвящённое 75-летию восстания и памяти погибших.
4 июня 1991 года участники «Кочёвки жизни» из ДДК провели митинг на площади «Ала-Тоо» в Бишкеке. В митинге приняли участие президент Киргизии Аскар Акаев и спикер Жогорку Кенеша Медеткан Шеримкулов.
Новое руководство Киргизии во главе с президентом, организации и объединения, включая ДДК, открыто выступили против Государственного комитета по чрезвычайному положению (ГКЧП). В то время КТРК под руководством члена ДДК Сатыбалды Жээнбекова освещало политическую ситуацию в СССР «без купюр» и передавало все заявления Бориса Ельцина против ГКЧП.
30 августа 1991 года состоялась церемония перезахоронения останков жертв сталинских репрессий на мемориале «Ата-Бейит». В этом мероприятии активно принимало участие руководство Демократического движения.
В конце 1991 года Демократическое движение «Кыргызстан» прошло официальную регистрацию.

#### После 1991 года
Спустя несколько лет 27 июня 1993 года одна из групп движения образовалась как партия ДДК. Жыпар Жекшеев руководил ею до 2000 года, тогда его сменил Эдилбек Сарыбаев.
Весной 1993 года ДДК достигло своих целей в качестве общественно-политического блока и окончательно распалось.
В 2000 году движение объединилось со сторонниками запрещённой партии «Ар-Намыс» премьер-министра Кыргызстана (2005—2007) Феликса Кулова, чтобы сформировать избирательный блок для участия в парламентских выборах. Альянс распался, когда «Ар-Намыс» была официально зарегистрирована.
В 2004 году движение присоединилось к избирательному альянсу «Народное движение Кыргызстана».
В мае 2015 года состоялись мероприятия, посвящённые 25-летию Демократического движения Кыргызстана. 26 мая было проведено торжественное собрание в здании Киргизского национального драматического театра, там же, где и было создано движение.

## Программа
В целях программы ДДК было обозначено укрепление независимости Киргизии, основание демократического, многопартийного политического строя, внедрение разнообразных форм приватизации вместо коммунистического аналога и создание легальной частной собственности.